# 야시로 미나세
야시로 미나세(일본어: 八代みなせ, 1985년 2월 3일 ~ )는 일본의 배우이다.